# Březová alej u Kysibelského dvora
Březová alej u Kysibelského dvora se nachází zhruba 2 km západně od města Habry v okrese Havlíčkův Brod v nadmořské výšce přibližně od 475 do 495 m.

## Popis a předmět ochrany
Na obou stranách 8 až 10 m široké polní cesty vedoucí od jihu na sever tvoří zhruba 1 km dlouhou alej 177 bříz bělokorých (Betula pendula), jejichž stáří je zhruba 100 let. Důvodem ochrany této aleje je její vysoká biologická a krajinářská hodnota.